# Luni (rivière)
Le Luni (hindi : लूनी), aussi appelée Lavanaravi, est un cours d'eau endoréique d'une longueur de 495 km qui coule dans l'État du Rajasthan en Inde. Il prend sa source près de Pushkar et se termine dans le Rann de Kutch.

## Nom
Son nom dérive du sanskrit Lungiri, qui signifie rivière salée.

## Source de la traduction
- (en) Cet article est partiellement ou en totalité issu de l’article de Wikipédia en anglais intitulé « Luni River » (voir la liste des auteurs).